# Batalha de Hidaspes
A Batalha de Hidaspes foi um confronto no qual os macedônios, liderados por Alexandre o Grande, derrotaram os indianos liderados pelo rei Poro. No final, o exército macedônio conquistou a região de Paurava e Alexandre submeteu Poro, posteriormente conquistando sua lealdade e o nomeando um Sátrapa da região.
Apesar da campanha ter sido dispendiosa, a decisão de Alexandre de cruzar o Hidaspes, cheio de monções, a fim de pegar o exército de Poro no flanco, foi referida como uma de suas "obras-primas" em combate. O envolvimento dos macedônios com os indianos no rio Hidaspes continua sendo um evento histórico muito significativo no que diz respeito as Guerras de Alexandre, o Grande, pois resultou na exposição das influências políticas e culturais gregas ao subcontinente indiano, produzindo assim obras como a arte greco-budista, que continuaria a impactar as relações entre Gregos e Indianos por séculos.

## Local
A batalha teve lugar nas margens orientais do rio Hidaspe, (atualmente chamado de Jhelum), afluente do rio Indo, próximo às atuais cidades de Jhelum e Bhera, no Paquistão.

## O início da campanha da Índia
Por dois anos, Alexandre o Grande esteve continuamente em campanha, tanto no inverno como no verão. Agora, em 327 a.C., enquanto a "primavera estava quase no fim", o exército precisava realizar a árdua travessia do Indocuche e voltar a Alexandria no Cáucaso. O tempo estava menos severo e Alexandre descobrira "rotas mais curtas" do que em março de 329 a.C., mas mesmo assim o exército tinha de subir provavelmente uns 4 400 metros sobre a Passagem de Kaosh. Era, portanto, importante reduzir o tamanho do trem de bagagem, que havia sido engordado pelo butim adquirido durante o saque de centros rebeldes. Alexandre e seus companheiros deram o exemplo botando fogo em algumas de suas posses e os macedônicos destruíram o que era supérfluo para suas necessidades e as de sua família (pois a maioria deles era acompanhada por concubinas asiáticas e seus filhos). As principais tropas cruzaram em dez dias, mas o transporte do material pesado continuou durante os meses de verão. Nesse meio tempo, Alexandre treinava seu exército multirracial. Ele ampliou Alexandria com soldados inadequados e pessoas da localidade, e substituiu o administrador incompetente por um de seus companheiros. Quando partiu, deixou uma guarnição: essa seria sua base avançada. O sátrapa da região do Paropâmiso era Tiriéspis, um persa, e Alexandre acrescentou à sua satrapia algumas terras no vale superior do rio Cabul.
No inverno de 327 a.C., Alexandre sacrificou a Atena e embarcou para a conquista de "Indike", a terra do rio Indo e seus afluentes, que hoje constitui o Paquistão e a Caxemira. Aristóteles declarara que a Índia, por ser a região a leste do rio Indo (Arriano Ind. 2.5), era uma península que apontava para leste em direção ao oceano exterior, uma área tão pequena que do pico do Cáucaso um homem poderia ver o oceano em um dia claro. Alexandre sabia agora que "Indike" era muito maior, mas sua confiança em Aristóteles o levou a dirigir sua campanha continuamente a leste para tentar chegar ao oceano. Se ele conquistasse essa "índia", possuiria "toda a Ásia", como dissera a Farasmanes. Os povos da região, chamados coletivamente "indos", tinham fama de excelentes lutadores. Sua infantaria era armada com arcos excepcionalmente longos e poderosos, dardos ou, por vezes, lanças longas, e todos tinham espadas. A cavalaria atacava com dardos. A infantaria e a cavalaria traziam, ambas, pequenos escudos de couro e tinham pouca ou nenhuma armadura de proteção. Felizmente para Alexandre, os "indos" eram desunidos; tribo lutava contra tribo e rei contra rei. Onde prevalecia o sistema de castas, os soldados eram uma classe separada, pai era sucedido por filho e eles não atacavam a casta dos lavradores. Alexandre ainda precisava aprender que a população dentro de "Indike" era extremamente grande.
Durante o verão, os emissários de Alexandre avançaram e garantiram a submissão das comunidades tribais a oeste do Indo e de uma comunidade a leste do rio, e seus governantes — na maioria reis — haviam dado garantias de fidelidade. Ele então convocou-os, e eles vieram com presentes e promessas de entregar seus elefantes de guerra. Mas Alexandre não se deixou enganar. Tomando sob seu comando uma enorme e extraordinária força, penetrou na região montanhosa que seria a fronteira noroeste da Índia. O primeiro grupo de tribos, os aspásios, desafiou-o. Quando eles se fecharam em suas cidades fortificadas, Alexandre capturou-as uma a uma de assalto; e quando concentraram suas forças, Alexandre derrotou-as, levando 40 mil prisioneiros e 230 mil bois, de acordo com Ptolomeu. O grupo seguinte, os gureus, aceitou seu governo. Os assacenos reuniram um exército de dois mil cavalarianos, 30 mil soldados de infantaria e 30 elefantes, mas ante a aproximação dele, se dispersaram para defender suas cidades. Resistiram nos primeiros meses de 326 a.C.. A luta foi tão feroz quanto em Bactriana e Sogdiana e Alexandre empregou os mesmos métodos, destruindo os primeiros centros e os habitantes como rebeldes, perdoando outros e, nos estágios finais, estabelecendo novas cidades (por exemplo, em Arigeu e Bazira), guarnecendo algumas cidades existentes e colocando postos de guarda em pontos estratégicos.
Alexandre deveu o sucesso à sua velocidade de movimento com as forças de cavalaria (pois usava arqueiros montados, lançadores de dardos montados e infantes chamados "dimachas"), sua artilharia e suas tropas de assalto nos cercos e à habilidade dos comandantes subordinados como Crátero e Ptolomeu. Batalhas formais eram raras e nelas a falange em formação era imbatível. O número de macedônicos mortos foi pequeno, mas muitos, incluindo Alexandre duas vezes, foram feridos por flechas. A resistência mais árdua foi em Mássaga, onde os assacenos foram reforçados por sete mil mercenários do leste do Indo. Quando o comandante assaceno foi morto por um tiro de catapulta, a sua viúva iniciou negociações durante as quais os sete mil mercenários saíram e acamparam próximo dos macedônios. Durante a noite, ocorreu uma rutura do acordo — Ptolomeu e/ou Aristóbulo atribuem-no aos mercenários e outros escritores a Alexandre — e o resultado foi que os mercenários foram cercados e mortos. Finalmente, para mostrar que a resistência nunca teria sucesso, Alexandre atacou a "Rocha de Aornus" (Pir-Sar), que Héracles, dizia-se, por duas vezes falhara em tomar.
Alexandre sentiu uma "ânsia" (pothos) por superar Héracles. Alexandre e Ptolomeu, comandando forças distintas, conquistaram um caminho de subida com um movimento em tenaz. Fez-se então uma ponte sobre uma ravina, como na rocha de Chorienes, e a partir da ponte um pico foi capturado "com incrível audácia". Finalmente, dos dois grupos que subiam à noite, sete homens chegaram ao topo (sendo o primeiro Alexandre) e derrotaram o inimigo. Como comentou sir Mark Aurel Stein, o sucesso deveu-se ao "génio de Alexandre e à coragem e resistência dos seus valentes macedônios", pois em todas essas operações, os Homens do Rei e suas tradicionais tropas de apoio representaram o papel principal.
No curso dessa campanha, Alexandre e seus macedônicos acreditavam que haviam sido precedidos não apenas por Héracles, mas também por Dioniso. Os próprios indianos reforçavam essa ideia dizendo que Dioniso fundara ali uma cidade chamada Nisa e que Dioniso plantara a hera, que crescia ali e em nenhuma outra região da Índia. Os macedônicos deleitaram-se ao ver a hera e outros supostos sinais da presença de Dioniso, e o próprio Alexandre foi tomado de uma "ânsia" por visitar os lugares sagrados. Fizeram-se sacrifícios a Dioniso; Alexandre declarou Nisa uma cidade livre; e 300 cavalarianos de Nisa serviram com os macedônicos até o outono de 326 a.C. Assim, enraizou-se a ideia de que Dioniso e Héracles haviam lutado na região oeste do Indo, mas que nunca cruzaram o grande rio. Alexandre e seus macedônicos planejavam superá-los.
Em Aorno, Alexandre estava próximo à Caxemira, o reino de Abisarés, que ajudara os assacenos e agora dava refúgio aos sobreviventes de Aorno. Alexandre não o perseguiu. Voltou-se para sul, capturou alguns elefantes de guerra, encontrou madeira adequada e construiu navios que foram lançados no Indo. Como sátrapa de toda a região, Alexandre nomeou um macedônico, Filipo, e como guardião da Rocha de Aorno, um leal indiano, Sisicoto. Eles se mostraram dignos de confiança; quando ocorreu um levante na Assacênia naquele mesmo ano, Alexandre foi informado por Sisicoto, e Felipe e Tiriespe restauraram a ordem. Como nos outros lugares, Alexandre impôs a paz e garantiu uma promessa de progresso em suas novas cidades.
Ao sair de Niceia, próximo a Alexandria no Cáucaso, Alexandre enviara o grosso do exército, comandado por Heféstion e Pérdicas, pela rota direta via Passo Khyber até o Indo. Eles dominaram por rendição ou capturaram por assalto todos os centros habitados (pois eles ficavam na principal linha de comunicações de Alexandre); e fortificaram e guarneceram um deles, Orobatis. Quando o governante indiano do distrito de Peuce-laotis se rebelou, sua cidade caiu após um cerco de trinta dias. Um indiano foi nomeado governador da cidade. Heféstion havia sido instruído a construir uma ponte sobre o Indo, e por isso mandou fazer botes que serviriam como pontões. Eles eram feitos de madeira local em seções, que podiam ser transportadas por terra e montadas, e os maiores eram um par de triakontoroi. Quando Alexandre chegou, na primavera de 326 a.C., as forças unidas realizaram um grande festival com jogos atléticos e equestres. Alexandre sacrificou aos deuses de costume e um governante indiano, Taxiles, forneceu oferendas sacrificiais para os soldados: três mil cabeças de gado e mais de 10 mil carneiros. Os presságios dos sacrifícios foram favoráveis. Ao alvorecer, o próprio Alexandre foi o primeiro a cruzar para a "Índia", uma terra totalmente desconhecida para o mundo grego.
O exército que cruzou o Indo montava a cerca de 75 mil combatentes, dos quais a maior parte eram infantes da Macedônia, dos Bálcãs e da Ásia Ocidental. Na cavalaria, os acompanhantes estavam constituídos de tal forma que as quatro hiparquias que acompanhavam Alexandre eram constituídas principalmente de acompanhantes macedônicos. Ele precisaria deles como cavalaria pesada em batalhas formais. Nossas fontes mencionam os lançadores de dardos montados que eram persas, os arqueiros montados dahas, os bactrianos e os sogdianos, e certamente havia outras unidades, como, por exemplo, os trácios.

## A batalha do Hidaspes

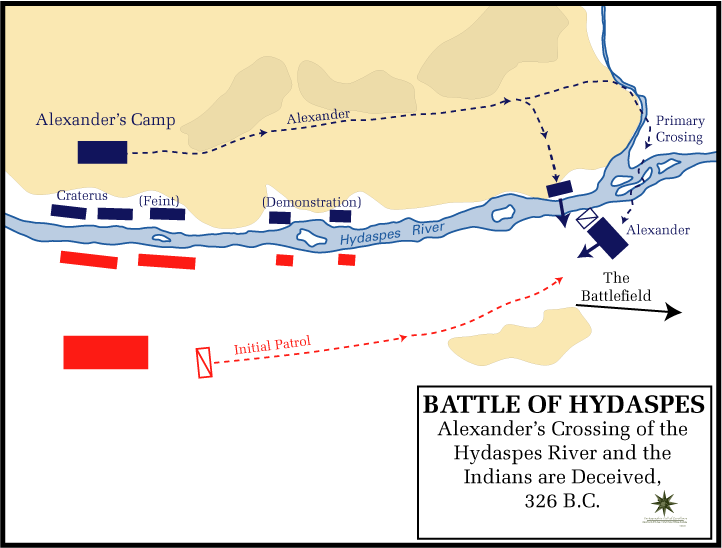
Alexandre atravessa o rio Hidaspes, cortesia do Departamento de História da Academia Militar dos Estados Unidos.

O governo de Alexandre havia sido aceito com antecedência e presentes foram trocados na mais pródiga escala entre Alexandre e Taxiles. Após a morte deste, nessa mesma época, seu filho adotou o mesmo nome dinástico. Esse jovem Taxiles colocou sua capital, Taxila (Bhir), à disposição de Alexandre e forneceu cinco mil soldados para servi-lo.
Em Taxila, Alexandre recebeu enviados e presentes de governantes menores das redondezas e de Abisares, governante da Caxemira. Sacrificou aos deuses de costume, celebrou um festival com concursos atléticos e equestres e tomou suas providências administrativas. Filipo, um macedônio, foi nomeado sátrapa da região. Taxiles foi recompensado com território adicional. Uma guarnição macedônia foi posta em Taxila; soldados inadequados foram deixados ali e os botes da ponte do rio Indo foram transportados desmontados para o objetivo seguinte de Alexandre, um inimigo de Taxiles chamado Poro.
O exército que avançou para o Hidaspes contava cerca de 75 mil soldados, vindos de muitas partes do domínio de Alexandre, e era encabeçado por nada menos de 15 mil cidadãos macedônios. O problema das provisões foi facilitado pela extraordinária fertilidade das planícies aluviais, que produziam reservas de grãos. Na outra margem do rio, um exército de cerca de 35 mil homens e 200 elefantes de guerra havia sido reunido por Poro. Não era possível para Alexandre cruzar o rio e forçar um desembarque, como havia feito no Jaxartes, porque a visão e o cheiro dos elefantes deixariam os cavalos de sua cavalaria indomáveis. Com diversas artimanhas, Alexandre mascarou seus preparativos para cruzar em um ponto a cerca de 27 quilômetros acima de seu próprio acampamento. Então, apesar de muitas dificuldades durante uma noite tempestuosa em maio, Alexandre desembarcou cinco mil cavalarianos e seis soldados de infantaria na outra margem logo após o alvorecer. Destacamentos de tropas haviam assumido posições entre o ponto de travessia e o acampamento, com ordens de atravessar quando vissem os indianos empenhados na batalha. No acampamento, Crátero deveria estar pronto para atravessar com suas forças, mas apenas "se Poro trouxesse todos os seus elefantes contra mim". Essas foram as palavras de Alexandre.
Quando o desembarque foi relatado por batedores, Poro enviou seu filho, no comando de 120 carros e dois mil cavaleiros, encontrar o inimigo. Os carros atolaram no chão úmido e a cavalaria foi derrotada, com a perda de seu comandante e de 400 homens. Poro soltou alguns elefantes para impedir Crátero de atravessar e distribuiu seu exército pelo terreno arenoso distante da margem. Seus 30 mil infantes formaram uma linha com dez homens de profundidade e cerca de três quilômetros de comprimento. Na linha de frente, 200 elefantes foram colocados a intervalos de 50 pés e, em cada ala, 150 carros na vanguarda e dois mil cavaleiros atrás deles em coluna. Ele esperava que Alexandre fizesse um ataque frontal com forças que, sabia, seriam superadas em número nos soldados a pé. Conforme Alexandre avançava, reuniam-se a ele alguns dos destacamentos da outra margem, e ele lhes permitia uma pausa antes de iniciar seu ataque, não frontalmente, mas contra uma ala.

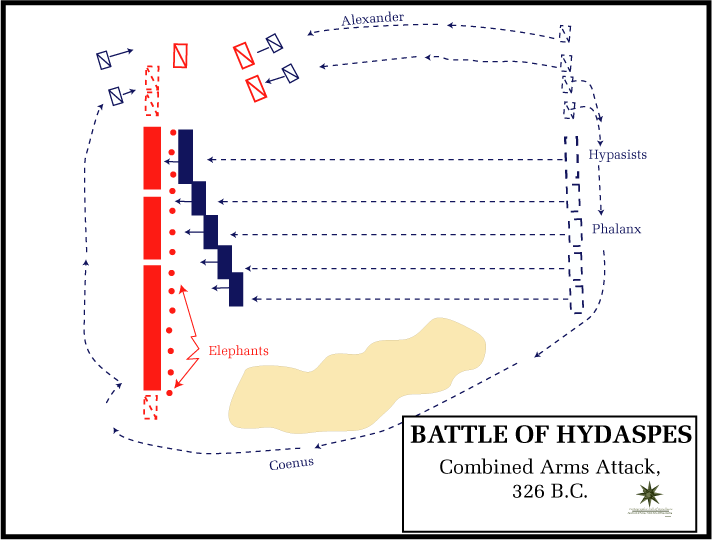
Ataque combinado de cavalaria e infantaria, cortesia do departamento de História da Academia Militar dos Estados Unidos

Alexandre enviou mil cavaleiros, sob o comando de Ceno, em direção à ala direita da linha de Poro para enganá-lo e fazê-lo manter seus dois mil cavaleiros ali. Ao mesmo tempo, os arqueiros montados atacaram os carros na ala esquerda de Poro e causaram confusão, enquanto Alexandre, com mil acompanhantes cavaleiros, surgia no flanco esquerdo da coluna de cavalaria indiana que se virava para a esquerda para enfrentá-lo. Ao atacar e retirar, esquadrão por esquadrão, ele afastava a cavalaria indiana da linha de infantaria. Atacada por todos os lados, a cavalaria indiana fugiu para a proteção dos elefantes (aos quais seus cavalos estavam habituados).
Nesse meio tempo, Poro ordenara que seus elefantes e sua linha de infantaria se movessem para a esquerda e apoiassem a cavalaria, mas o movimento foi retardado pelos elefantes e iniciou-se uma certa confusão. Como Alexandre ordenara anteriormente, sua infantaria em formação de falange (hipaspistas, falangistas, agriães, arqueiros e outros, talvez uns 10 mil homens) atacaram o lado esquerdo da linha de Poro, usando piques contra os cornacas e setas e dardos contra os elefantes. No início, a batalha estava equilibrada, pois os elefantes trombeteavam e carregavam a cavalaria; agora reforçada pela ala direita, atacava, e os cavalos macedônicos estavam apavorados por causa dos elefantes. A infantaria levou vantagem formando em ordem cerrada, avançando com os piques erguidos e provocando estouros dos elefantes sobre as tropas inimigas, enquanto a cavalaria macedônica, atacando por trás da linha de Poro, derrotava a indiana. As tropas derrotadas e os elefantes colidiam com o restante da linha de Poro, que se rompeu e debandou. Crátero, nesse meio tempo, cruzara o rio e se juntara à perseguição, durante a qual as perdas indianas, entre mortos e prisioneiros, foram estimadas em dois terços da força total.
Poro e seu cornaca continuaram a lutar até que um indiano o persuadiu a apear e ir se encontrar com Alexandre. "Trate-me, Alexandre," disse Poro, "como a um rei". Alexandre deixou Poro continuar com seu reino como rei vassalo e lhe deu território adicional; mais tarde, persuadiu Poro e Taxiles a acabar com sua inimizade mútua. Da força que havia feito a travessia original, 80 infantes macedônicos e 20 Cavalarianos Acompanhantes foram mortos; das outras tropas, 720 infantes e 280 cavalarianos. Alexandre sacrificou aos deuses de costume e ao Deus-Sol, que lhe permitira "a conquista das terras quando de seu erguer". Disse a uma assembleia de seus macedônicos que a riqueza da Índia lhes pertencia e que eles apenas deveriam avançar "até o mais distante Oriente e o oceano". A assembleia prometeu realizar a tarefa, pois também pensava que o oceano não estava longe no oriente.
Alexandre deixou seu exército descansar por um mês. Durante esse tempo, traçou os planos para duas novas cidades a que mais tarde chamou Niceia e Bucéfala — esta última em memória de seu cavalo Bucéfalo, que morrera de velhice pouco depois da batalha. Em celebração de sua vitória, Alexandre lançou medalhões de prata do tamanho do decadracma.

## Avanço e parada no Hifase
Para Alexandre e seus cientistas havia dois caminhos até o oceano. Um deles era pelo sul, descendo o rio Indo. Pensava-se que o Indo era o Nilo superior porque a flora e a fauna dos dois rios eram as mesmas, mas os indianos relataram então que o rio corria para o mar, presumivelmente o oceano. O outro era para leste, até a extremidade da península de Aristóteles. Enquanto o exército descansava, Alexandre começou a construir a frota para a viagem em direção ao sul. Mas sua primeira escolha foi ir para leste, até "o final da massa de terra" (finem terrarum).
No início, as diversas tribos renderam-se ou foram facilmente subjugadas por Alexandre e Heféstion no comando de destacamentos avançados, enquanto o corpo principal prosseguia. Perderam-se vidas na travessia do Acesines (atual rio Chenab), que estava na cheia devido às chuvas da monção que acabavam de começar. Foi do outro lado do rio seguinte, o Hidraotes, que ele encontrou forças bem organizadas em Sangala (próximo a Lahore). O cerco custou-lhe cem mortos e 1.200 feridos, mas as perdas inimigas de 17 mil mortos e 70 mil capturados logo deram um fim a qualquer oposição e ele atingiu a margem do último rio, o Hífase (Beas). Depois dele, Alexandre e seus macedônicos foram levados a acreditar que encontrariam "o fim da Ásia e o oceano".
A verdade foi contada pelos indianos locais, que bem mais a leste ficava o populoso vale do Ganges e o maior número de elefantes "notáveis por seu tamanho e coragem". Uma amarga desilusão apoderou-se dos macedônicos, que sofriam de exaustão e dos efeitos de setenta dias de chuvas incessantes; pois haviam sido enganados e "o fim da Ásia" não estava ao alcance da mão. Por outro lado, Alexandre estava determinado a avançar e atingir, como acreditava, o oceano além do vale do Ganges. Portanto, consultou uma reunião dos comandantes de regimentos. Seu apelo foi ouvido em silêncio.
Então Ceno, um general mais antigo, falou "em nome da maior parte do exército": seu desejo era voltar para casa. A ira de Alexandre foi óbvia. No dia seguinte, ele convocou novamente a reunião e anunciou sua intenção de prosseguir com aqueles que desejassem ir com ele; os outros poderiam ir para casa e dizer que haviam desertado de seu rei. Permaneceu incomunicável em sua tenda por três dias, esperando que o humor do exército melhorasse. Persistindo o silêncio, ele saiu para sacrificar pela travessia do rio. Os presságios foram desfavoráveis. Por meio de seus amigos, ele anunciou que "decidira voltar para trás". Os soldados exultaram e alguns foram à sua tenda abençoá-lo. Alexandre não conseguira impor sua vontade, mas evitara um confronto e conquistara a boa vontade dos macedônicos. A Anábase, o avanço para leste, terminava ali.
Na margem do Hífase, ele "dividiu o exército regimento por regimento e ordenou-lhes erguer 12 altares tão altos quanto as torres mais altas… em ação de graças aos deuses que o mantiveram vitorioso até então e como memoriais de seus próprios trabalhos". Os altares foram dedicados aos 12 deuses olímpicos do panteão grego, pois eles haviam guiado o exército e Zeus dera a Alexandre a vitória, como ele anunciara no medalhão de Poro. A menção a seus trabalhos convidava à comparação com Héracles, que comemorara seus trabalhos erigindo, na extremidade ocidental do mundo, "os Pilares de Héracles".

## Para o Delta do Indo
Era característico de Alexandre que, enquanto avançava para o Hífase e quando retornava dele, ele tenha tomado suas providências para o governo do território. Após a vitória no Hidaspes, ele estendeu o reino de Poro para o norte até a Caxemira, onde os Glausas entregaram suas 37 cidades e numerosas aldeias com uma população total aproximada de meio milhão. Depois delas estava o reino de Abisares, que após muita prevaricação finalmente se submeteu e enviou generosos presentes e 30 elefantes. Alexandre confirmou-o em seu governo e tornou um governante vizinho súdito dele. A região entre o Acesines e o Hidraote, e a maior parte do território entre o Hidraote e o Hífase, foi somada ao reino de Poro, que servira lealmente com 5 mil indianos e muitos elefantes sob o comando de Alexandre e fornecera suprimentos ao exército. Dizia-se que, no final, esse reino contava mais de duas mil cidades, o que implicava uma população de mais de dez milhões. A área em torno de Sangala foi confiada a alguns indianos que vieram voluntariamente. As novas cidades que fundou, duas às margens do Hidaspes e uma às margens do Acesines, ficavam em linhas de comunicação. Ali ele contava quase inteiramente com governantes nativos para controlar a grande e populosa região até o sopé do Himalaia. Sua ligação com eles era pessoal e ele os tratava como "aliados, desde que aceitassem seu governo geral e lhe pagassem o tributo financeiro que ele determinava. Alexandre percebia que não tinha o potencial humano para exercer governo direto sobre essa área norte e, no momento, sua confiança nos governantes locais era justificada.
A área de maior importância estratégica era o reino de Taxiles, que mostrara uma lealdade tão firme quanto a de Poro. Alexandre deu-lhe território adicional, tratou-o como um "aliado" e deixou claro que esperava que cooperasse com seu vizinho, Filipo; mas, para certificar-se duplamente, Alexandre manteve uma guarnição em Taxila, que Taxiles lhe confiara. Filipo, como sátrapa, controlava as regiões através das quais passavam as comunicações com a Macedônia, ou seja, a rota do Passo Khyber, os vales de Cabul, Cophen e Choaspes (Swat) e um enclave a leste do Indo. Assim, todo o interior do país estava sob controle e ele podia avançar para o sul com segurança. Além disso, para a nova aventura juntaram-se a ele grandes reforços: 6 mil cavaleiros da Grécia e da Trácia, sete mil infantes mercenários gregos e 23 mil infantes de seus aliados na Grécia e na Ásia (ou seja, das cidades gregas). Junto com eles vieram duas toneladas e meia de suprimentos médicos e 25 mil panóplias (conjuntos de armadura) incrustadas de ouro e prata — produto das oficinas macedônicas. O total de tropas de combate disponíveis para o avanço ao sul era de cerca de 120 mil homens, de acordo com Nearco. Podemos estimar os números como segue: 13 mil cavaleiros; 55 mil infantes de linha de frente, dentre os quais cerca de 15 mil eram homens do rei, agriães e arqueiros; e 50 mil infantes de apoio, dos quais 15 mil eram de tropas indianas. A frota que se encontrou com ele no Hidaspes era muito grande (os números em nossos textos variam amplamente). Havia 80 triakontoroi e todo tipo de outras naves, especialmente designadas para o transporte do exército, seu equipamento e suprimentos.

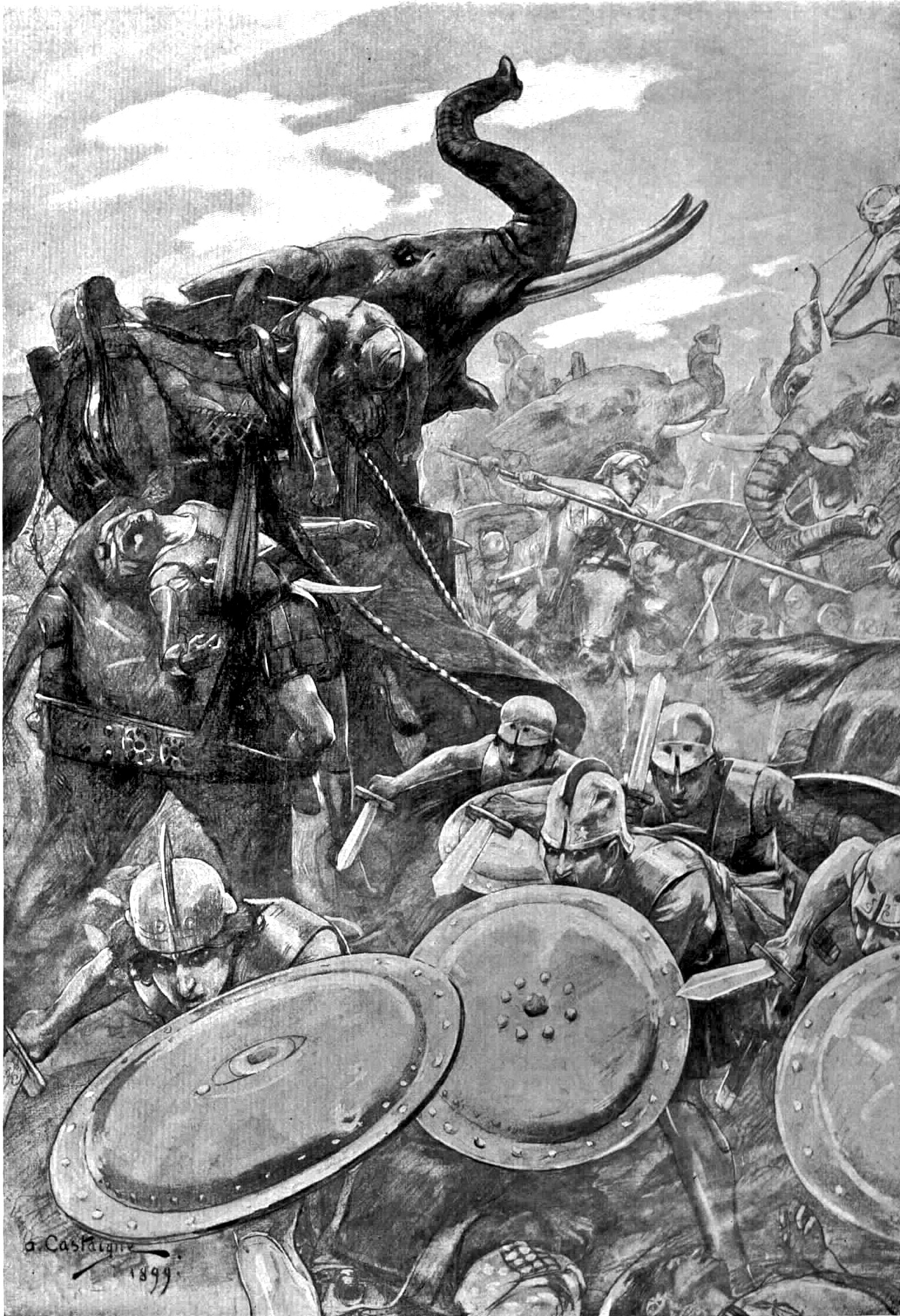
Ataque das tropas de Alexandre durante a Batalha de Hidaspes, por André Castaigne, 1911.

O plano de campanha de Alexandre foi sem precedentes. Ele pretendia usar o Hidaspes, o Acesines e o Indo não apenas para levar os suprimentos que Taxiles e Poro haviam reunido mas também como base para operações militares; as tropas podiam mover-se mais rapidamente pela correnteza do que por terra e por isso qualquer oposição poderia ser superada. Eram necessárias tripulações especializadas para enfrentar cachoeiras e outros riscos. Elas foram encontradas entre os soldados das ilhas do mar Egeu e das cidades gregas da Ásia ocidental, e entre vivandeiros que vinham da Fenícia, de Chipre e do Egito; pois os indianos apenas se aventuravam nos rios da região para a pesca local. Alexandre tinha seu próprio navio e timoneiro, Onesícrito, e nomeou como sua equipe naval principal 34 dos principais oficiais — macedônicos, gregos, cipriotas e um persa. O papel da maioria deles era honorário e seu título de trierarca não implicava comando real.
Na véspera da partida, em novembro de 326 a.C., organizou-se um festival com competições de arte e atletismo, e vítimas de sacrifício foram entregues ao exército. O próprio Alexandre sacrificou a seus deuses ancestrais, os deuses prescritos pelos adivinhos, os três deuses-rios, Poseidon, Anfítrite, as Nereidas e oceano. Na aurora do dia da partida, ele sacrificou na margem aos deuses de costume e ao Hidaspes e, a bordo da nave, aos três deuses-rios, a Héracles, a Amon e a seus deuses de costume. Soou então o clarim, a frota partiu em formação e as margens do rio vibraram com os aplausos dos remadores. Alexandre navegava no comando dos hipaspistas, dos arqueiros e do esquadrão real dos cavaleiros acompanhantes. Dois destacamentos do exército tinham partido com antecedência, o maior com 200 elefantes na margem esquerda sob o comando de Heféstion e o outro na margem direita, sob Crátero; um terceiro destacamento sob o sátrapa Filipo se seguiria. A frota e os destacamentos encontraram-se em pontos pré-combinados. A maior parte das tribos indianas rendeu-se e as outras foram subjugadas até a confluência do Hidaspes e do Acesines. Ali, nas águas turbulentas, alguns dos navios a remo foram danificados e perderam-se vidas, mas as naves que seguiam a correnteza passaram sem dano.
Alexandre já estava ciente de que as duas maiores e mais belicosas tribos na região central, os maios e os oxidracas, estavam se preparando para unir forças e enfrentá-lo em uma batalha formal. Essa era uma perspectiva assustadora, pois os grandes números do inimigo seriam efetivos e uma única derrota seria desastrosa para os macedônicos. Ele precisava chegar ao campo antes que eles pudessem se juntar. Enquanto a frota navegava até a fronteira dos maios, Alexandre incursionava pela região de seus vizinhos do norte. Ao encontrar a frota, ele fez suas disposições. Crátero, avançando pela margem direita, ficaria no comando dos elefantes. Heféstion, na margem esquerda, deveria mover-se cinco dias à frente da força do próprio Alexandre, e Ptolomeu seguiria três dias atrás da força de Alexandre, de forma que pudessem lidar com qualquer perda de formação em seguida a um ataque de Alexandre. Este, no comando dos hipaspistas, de uma brigada da falange, dos agriães, dos arqueiros, metade dos Cavalarianos Acompanhantes e dos arqueiros montados (totalizando 6.500 infantes e 2 mil cavaleiros) marchou por regiões desérticas dentro do território malo. Em um dia e uma noite cobriu mais de 90 quilômetros.
O ataque de sua cavalaria ao alvorecer foi uma surpresa total. Muitos malos foram mortos sem defesa nos campos e, quando a infantaria chegou, forçaram a entrada na cidade e empurraram o inimigo para a cidadela. "Alexandre aparecia aqui, ali e em toda parte na ação." A cidadela foi capturada de assalto e os dois mil defensores foram mortos. Os habitantes de uma cidade próxima fugiram, mas muitos foram alcançados e mortos pela cavalaria. Depois de outra noite de marcha, ele alcançou uma força de maios que cruzava o Hidraotes, matou muitos e fez alguns prisioneiros e capturou então sua fortaleza. Os sobreviventes foram escravizados. Outra cidade era fortemente mantida pelos malos e pelos brâmanes. Os macedônicos fizeram um fogo de cobertura com as catapultas, enquanto os sapadores solapavam os muros (como em todos os lugares da planície, eles eram de tijolo) e Alexandre foi o primeiro a escalar o muro da cidadela, na qual cerca de cinco mil malos lutaram até a morte. "Tanta era sua coragem que poucos foram capturados vivos." Outras cidades foram abandonadas. Alexandre ordenou que um destacamento vasculhasse as florestas e "matasse todos os que não se rendessem voluntariamente".
As pesadas perdas dos maios deveram-se parcialmente à fanática resistência de seus soldados e parcialmente à matança de refugiados por ordem de Alexandre (por exemplo, em Arriano 6.8.3., baseado em Ptolomeu segundo o Diário). Como o pânico espalhara-se, o único exército organizado dos maios, com 50 mil homens, deixou seu território principal e cruzou o Hidraotes, com a intenção evidente de se juntar aos oxidracas. Perseguin-do-os de perto, Alexandre vadeou o rio apenas com sua cavalaria e deteve os maios galopando em torno deles até que sua infantaria chegasse. À vista da falange, os maios fugiram para uma cidade fortificada e, no dia seguinte, quando os macedônicos atacaram, eles se refugiaram na cidadela.
Alexandre, como de costume, estava na vanguarda. Como achou que seus soldados estavam vindo muito devagar, ele próprio apoiou uma escada contra o muro da cidadela e encabeçou a subida, seguido por Peucestas, que trazia o escudo sagrado de Atenas de Troia, e por Leonato, um guarda-costas. Outra escada foi erguida ao lado e o primeiro homem a subir foi Abréas. Por trás deles, ambas as escadas quebraram-se sob o peso das tropas. Os líderes estavam sozinhos. Alexandre forçou os defensores a descer do estreito muro e ali se encontrou com Peucestas, Leonato e Abréas. Como era um alvo fácil, pulou para dentro, matou os que o atacaram e os outros três se reuniram a ele. Abréas foi morto por uma seta atirada de perto. Alexandre foi atingido por outra flecha, que perfurou seu pulmão. Ele desmaiou, mas Peucestas e Leonato o protegeram com seus escudos. Os hipaspistas então chegaram, alguns escalando os muros e outros arrebentando um portão, e acreditando que Alexandre estava morto, o exército matou todos dentro da cidadela.
Alexandre sobreviveu, mas perdeu muito sangue. Quando se mostrou ao exército, eles gritaram de alegria e o coroaram "com todas as flores que a Índia produzia naquela época". Agora, todas as forças estavam unidas na confluência do Hidraotes e do Acesines. Enquanto Alexandre convalescia, as terríveis perdas que infligira sobre os maios tiveram os efeitos que ele previra. Maios, oxidracas, sogdas e outras tribos e comunidades, até a confluência do Acesines e do Indo, mandaram enviados e presentes e aceitaram o governo dele. A única tribo que recusou foi subjugada por Pérdicas. Na confluência, ele estabeleceu o limite sul da satrapia de Filipo, a quem deu uma força de guarnição que incluía todos os trácios, e uma nova cidade, Alexandria-em-Opiene, seria construída com estaleiros — pois Alexandre percebia a importância dos muitos rios navegáveis para um comércio aquático que as desunidas tribos indianas nunca haviam desenvolvido. O território a oeste do Indo, conquistado por Crátero, foi incluído na satrapia de Aracósia.
Continuando a descer o Indo ele recebeu a submissão das tribos e fundou outra cidade com estaleiros próximo à capital dos sogdas (em Rohri). O rio passava perto do deserto de Thar (o Grande Deserto Indiano) e a região fértil ficava a oeste. Ali, Musicano reinava sobre aquilo que se dizia ser o reino mais rico do Vale do Indo (entre as atuais províncias de Punjab e Sind, centro-sul do Paquistão). Como Musicano não havia mandado enviados, Alexandre embarcou uma força em sua frota ampliada, navegou ligeiramente seguindo a correnteza e chegou ao reino antes mesmo que Musicano sequer ouvisse falar de sua partida. Espantado, Musicano veio encontrar Alexandre. Trazia presentes generosos e todos os seus elefantes, e colocou a si mesmo e a seu povo a serviço de Alexandre. Ele foi perdoado, Musicano foi confirmado como rei vassalo e a cidadela de sua capital foi guarnecida pelos macedônicos. Um rei vizinho, Oxicano, não havia negociado. Alexandre navegou com uma força armada de piques até esse reino, capturou Oxicano e duas de suas cidades por assalto. Deu toda a pilhagem às tropas, mas ficou com os elefantes. O governante do reino seguinte ao sul, Sambo, fugiu, mas seus parentes entregaram a capital e os elefantes.
Alexandre estava então próximo à nascente do Delta do Indo (adentro da atual província de Sind, sul do Paquistão). Mas atrás dele irrompeu um motim, inspirado pelos brâmanes e liderado por Musicano, e havia o perigo de esse motim espalhar-se. Alexandre agiu com sua velocidade de costume. O sátrapa que ele nomeara para a "índia" do sul, Peiton, invadiu o reino e capturou Musicano, enquanto Alexandre atacava as cidades que eram sujeitas a ele. "Em algumas cidades, ele escravizou os habitantes e arrasou os muros; em outras, ele colocou guarnições e fortificou as cidadelas." Todos os brâmanes capturados e Musicano foram levados a seu lugar de residência e enforcados como instigadores da rebelião. Outra revolta ocorreu no reino de Sambo (não mencionada por Arriano, mas por outros escritores sim). Alexandre tratou as cidades do mesmo modo, exceto porque perdoou os que se renderam, notadamente na principal cidade dos brâmanes, Harmatélia.
O rei do Delta, Soeris, veio a Alexandre, aceitou seu governo e recebeu ordens de preparar suprimentos para o exército. Como a subjugação da "Índia" parecia estar completa, Alexandre preparou-se para a fase seguinte, enviando Crátero na rota que passava por Aracósia e Drangiana até a Carmânia, que fazia limite com a Pérsia. Crátero levou todos os macedônicos inadequados para o serviço ativo, três brigadas de falange, alguns dos arqueiros, todos os elefantes e um trem de bagagem junto com as famílias dos homens do rei. Sua tarefa era confirmar ou estender o controle macedônico nas áreas por que passaria. Estava claro que Alexandre pretendia liderar um exército mais móvel por território não-conquistado, que estava ao sul da rota de Crátero.
Após a partida de Crátero em junho de 325 a.C., Alexandre navegou rapidamente a Patala, na nascente do Delta, porque dizia-se que Soeris havia fugido com os membros de sua tribo. Era verdade, mas a maioria dos membros da tribo voltou com a garantia de que trabalhariam suas próprias terras. Alexandre aumentou a área cultivável mandando cavar poços no deserto. Em Patala, planejou sua base naval principal: uma larga doca foi escavada para o grosso da frota; construíram-se estaleiros; e ambos foram incluídos, junto com a cidadela, em um complexo fortificado. De Patala ele explorou ambos os braços do Indo. Perdeu alguns navios devido à tempestade vinda do mar e uma poderosa maré vazante, da qual não tinha qualquer experiência. Descobriu que o rio leste era mais navegável. Providenciou a construção de outra doca e estaleiros ali, com um forte para uma guarnição, que demarcaria sua fronteira oriental. Sem dúvida, ele esperava desenvolver o comércio via mar a leste. Durante sua primeira viagem, desembarcou em uma ilha de rio e depois em uma ilha do mar; em cada uma delas sacrificou, não aos deuses de costume, mas a deuses especiais com rituais especiais, como fora instruído a fazer por Amon no oráculo de Siwah. Navegou então para o mar, sacrificou touros a Posídon e, como uma oferenda de agradecimento, lançou vasos de ouro na água. Acreditava ter atingido o oceano — algo que Amon presumivelmente previra — e ergueu altares a Oceano e a Tétis.

## Avaliação da campanha
A conquista da "Índia" ao sul de suas cidades no Hidaspes em menos de sete meses foi um exemplo espantoso da audácia, originalidade e planejamento de Alexandre, o Grande bem como de sua liderança de um exército multirracial. Como Arriano escreveu sobre Alexandre e os homens do rei, pouco ou nada sabemos das realizações de suas tropas gregas ou asiáticas, dentre as quais a cavalaria persa, bactriana, sogdiana, cítia e indiana devem ter representado um papel fundamental. Alexandre era encorajado pela vastidão de suas planícies, as imensas populações, os elefantes e os carros de guerra; e seu uso dos rios dava-lhe uma velocidade de execução que impedia seus inimigos, tradicionalmente desunidos, de combinar forças. Também não era simplesmente questão de conquista. Ele impusera a aceitação de seu governo. Polieno, um comentarista militar que se baseou no relato de Ptolomeu, observa que a mistura que Alexandre fazia dos métodos mais severos, como em Sangala, e do perdão e da clemência para as tribos vizinhas tinha o efeito de que a reputação de clemência "ao se tornar conhecida, persuadia os indianos a aceitar Alexandre de boa vontade" (4.3.3). Alexandre observou mais tarde que deixara os indianos "manter suas próprias formas de governo de acordo com seus próprios costumes" (Arriano, 7.20.1).
O que ele trouxe aos indianos que estavam divididos em comunidades guerreiras foi a paz e, com ela, a promessa de desenvolvimento económico. Vimos o novo uso dos rios, a abertura de poços e a escavação de portos. Nas cidades de Alexandre, os indianos tinham novas oportunidades e seus filhos podiam ter uma forma grega de educação. Os cientistas e aventureiros gregos que estavam com Alexandre tinham muito a ensinar aos indianos em assuntos práticos como a mineração de sal e a fundição de metais. As condições eram adequadas a uma nova era.

## As conquistas das regiões do sul
Quando Alexandre sacrificou no mar, rogou para que Posídon escoltasse em segurança a força naval que pretendia enviar com Nearco ao Golfo Pérsico e à embocadura do Eufrates e do Tigre". Essa força navegou por mares que não estavam no mapa. De fato, não se sabia se essa viagem era possível; pois em 325 a.C. dava-se pouco crédito ao relato de Heródoto, que Alexandre deve ter lido, de que quase dois séculos antes o capitão grego de um navio mercante, dependendo apenas das velas, viajara do Indo ao mar Vermelho em trinta meses. Era, portanto, uma questão em aberto se o mar no qual o Indo desembocava era um mar interno, como o Mediterrâneo, ou se era o oceano que, no pensar de Aristóteles, rodeava toda a terra habitada. A viagem de Nearco resolveria a questão.
A frota foi selecionada a partir das três classes de navios de guerra que eram mais rápidas com remos: triakontoroi (barcos abertos com 15 remos em cada lado), hemioliai (navios leves com uma fileira e meia de remos) e kerkouroi (esquifes). Esses navios tinham sobre os navios mercantes a vantagem de serem mais rápidos sob muitas condições, não serem atrasados por falta de vento e poderem atracar em praias abertas. A desvantagem era que só podiam carregar muito pouca água e alimento. O que alarmou Alexandre foi o perigo de desastre em uma viagem de tamanho desconhecido (na verdade, cerca de l.200 milhas), se a costa não tivesse ancoradouros, habitantes ou carecesse de fontes naturais de alimento. De fato, ele tinha razão em pensar que parte da costa devia ser desabitada, porque se acreditava que o oceano era limitado por deserto ou estepes. Nearco, em um comentário sagaz, disse que as apreensões de Alexandre "foram superadas por seu desejo de sempre realizar algo novo e extraordinário".
A viagem da frota seria ajudada por um exército que começaria dois meses antes, cavaria poços ou marcaria lugares onde houvesse água, estocaria suprimentos onde fossem necessários e subjugaria quaisquer tribos hostis. O exército logo estaria marchando por regiões desconhecidas. Havia apenas uma tradição que dizia que uma rainha assíria, Semíramis, e Ciro, o Grande, haviam surgido daquela região somente com um punhado de homens, porque ela era deserta e difícil de atravessar. Nearco disse posteriormente que Alexandre estava ciente da tradição e pretendia ter sucesso onde eles falharam. A natureza e o tamanho das dificuldades não eram conhecidos. Alexandre partiu em agosto com um exército de uns 20 mil homens e suprimento de grãos para quatro meses; ele mandara para casa a maior parte da numerosa cavalaria asiática e a infantaria indiana. As primeiras duas tribos, arabitas e oreítas, planejaram a resistência, mas capitularam. Alexandre fundou duas cidades, nomeou Apolofanes como sátrapa e deixou Leonato no comando dos agriães, alguns dos arqueiros e da cavalaria e infantaria, constituída principalmente de mercenários gregos. Após a partida de Alexandre, Leonato derrubou uma revolta em uma batalha formal, quando as perdas do inimigo chegaram a 6 mil e as dele foram triviais, porém incluíam Apolofanes.
Ele deu as boas-vindas à frota quando ela chegou, arranjou substitutos para algumas das tripulações e deu a Nearco suprimentos para dez dias. Com cerca de 12 mil soldados, principalmente macedônicos, o trem de suprimentos e os vivandeiros, que eram comerciantes com suas famílias, Alexandre penetrou em Gedrósia (atual Baluchistão, sudoeste do Paquistão) em outubro, o mês durante o qual a frota recebera ordens de partir. A primeira coisa que faltou foi água, e Alexandre foi forçado a ir para o interior; ainda conseguiu enviar alguns suprimentos à costa, mandados a ele por Apolofanes; mas com a morte deste, essas provisões minguaram. Alexandre encarou então uma escolha angustiante: levar seu exército pelo interior, por uma rota mais fácil até a capital, Pura, ou marchar próximo à costa através daquilo que diziam ser deserto. Ele escolheu a segunda opção, para poder levar ajuda à frota quando ela mais precisasse.
O exército sofreu terrivelmente de calor intenso, escassez de água e exaustão. Onde a areia era macia, era impossível para os animais e homens carregarem as carroças em uma subida. Para suplementar suas rações, as tropas mataram os animais, quebraram as carroças e usaram a madeira para cozer a carne. Sem meios de transporte, os doentes e exaustos eram abandonados para morrer. Quando choveu no interior, uma repentina inundação à noite arrastou "a maioria das mulheres e crianças dos vivandeiros, a propriedade do rei, e a maior parte dos animais de carga sobreviventes". A liderança de Alexandre mantinha as tropas juntas. Ele andava na frente e, quando recebia alguma água derramava-a no chão para mostrar que só beberia quando todos pudessem beber. Finalmente, os guias nativos perder-se-iam se no deserto sem pontos de referência. Foi Alexandre quem chegou ao mar e descobriu água fresca na praia. O exército seguiu a costa bebendo dessa água. Voltou-se então para o interior, e dirigiu-se para Pura, a capital da Gedrósia. Deve-se notar que na travessia do deserto, os suprimentos de comida, embora curtos, foram guardados para o exército. Os virandeiros foram os que mais sofreram, pois não estavam incluídos na distribuição de rações.
Após descansar em Pura, o exército marchou para a Carmânia e ali encontrou o exército de Crátero, que havia realizado sua tarefa. A reunião foi motivo para a organização de um festival de artes e de atletismo e Alexandre fez "sacrifícios de ação de graças pela vitória sobre os indianos e pela salvação do exército em Gedrósia". Agora sua ansiedade voltar-se-ia à frota. Ao saber que Nearco e alguns outros estavam sendo trazidos a ele, pensou que a frota havia se perdido e eles fossem os únicos sobreviventes. Quando apareceram, perguntou: "Como os navios e os homens se perderam?" Nearco respondeu: "Seus navios e seus homens estão em segurança e viemos informar o senhor disso". Alexandre chorou de alívio. Organizou outro festival do mesmo tipo e fez "sacrifícios pela salvação da frota a Zeus Salvador, a Héracles, a Apolo afastador do Mal, a Posídon e a outros deuses do mar". Ele tinha razão em fazê-lo, pois assim como poderíamos dizer que a sorte estava a seu lado, ele sabia que os deuses o haviam salvado.
A frota também passara por maus bocados, que duraram do início de outubro até janeiro. Durante esse tempo, de acordo com as ordens de Alexandre, Nearco fez uma lista dos habitantes, ancoradouros, suprimentos de água e regiões férteis e estéreis da costa; essa informação serviu de base para um "Guia do Marinheiro", aquilo que seria uma rota regular de comércio. Após a morte de Alexandre, Nearco publicou um relato das aventuras dele próprio e de suas tripulações, uma leitura excelente na versão abreviada por Arriano. Nesse relato, ele dá bem pouca atenção à ajuda do exército. Todavia, sem ela, não há dúvida de que a frota teria sido perdida ou teria voltado para trás por falta de alimento ou água.
Nearco deixara sua frota em Harmózia, próximo à entrada do Estreito de Ormuz. Continuou sua viagem de exploração, movendo-se principalmente de ilha para ilha, e conseguiu descansar e reabastecer na embocadura do rio Sitaces (Mand), onde Alexandre deixara uma grande quantidade de grão. A partir dali, ele navegou para a embocadura do Eufrates, que Alexandre estabelecera como seu objetivo e voltou-se, então, para a embocadura do Pasitigris. Ele também registrou informações sobre essa parte da viagem em seu "Guia do Marinheiro". Encontrou então Alexandre em uma ponte sobre o Pasitigris em fevereiro de 324 a.C.. realizou-se um festival com sacrifícios pela segurança dos navios e homens e Alexandre colocou coroas de ouro na cabeça de Nearco por seus serviços à frota, e de Leonato, por sua vitória em Oreitis.
Era uma conclusão triunfante para uma operação em larga escala na qual as quatro divisões das forças de Alexandre haviam conquistado as províncias do sul e aberto a comunicação via mar entre a Índia e a Pérsia.